# Holanda (regió)
Holanda és una regió de l'oest dels Països Baixos, dividida en dues províncies: Holanda del Nord i Holanda del Sud. Té una superfície de 5.488 km² i una població de 6.065.459 habitants (2006), cosa que li dona una densitat força elevada, de 1.105,22 hab/km². El terme "Holanda" (Holland en neerlandès) sovint es fa servir per a la totalitat del país, cosa que sol acceptar-se en diversos contextos, però que molesta sobretot una part dels neerlandesos, especialment a les altres províncies.
Des del segle X fins al XVI, Holanda va ser una entitat política unificada sota la sobirania dels comtes d'Holanda. Cap al segle xvii, Holanda va esdevenir una potència marítima i econòmica, que va posar sota el seu domini el conjunt de les Províncies Unides neerlandeses i es va enfrontar amb èxit a la poderosa Monarquia Hispànica, que seguia controlant la seva part dels Països Baixos (els actuals Bèlgica i Luxemburg).
Actualment, l'antic Comtat d'Holanda està dividit en les dues províncies d'Holanda del Nord i Holanda del Sud i inclou les tres ciutats més grans del Regne dels Països Baixos: Amsterdam, la capital del país, La Haia, seu del govern neerlandès i de la Cort Internacional de Justícia, i Rotterdam, que té el port més gran i actiu d'Europa.

Escut de l'antic Comtat d'Holanda.
Les dues províncies d'Holanda del Sud i Holanda del Nord, dins dels Països Baixos.
El Comtat d'Holanda el 1350.
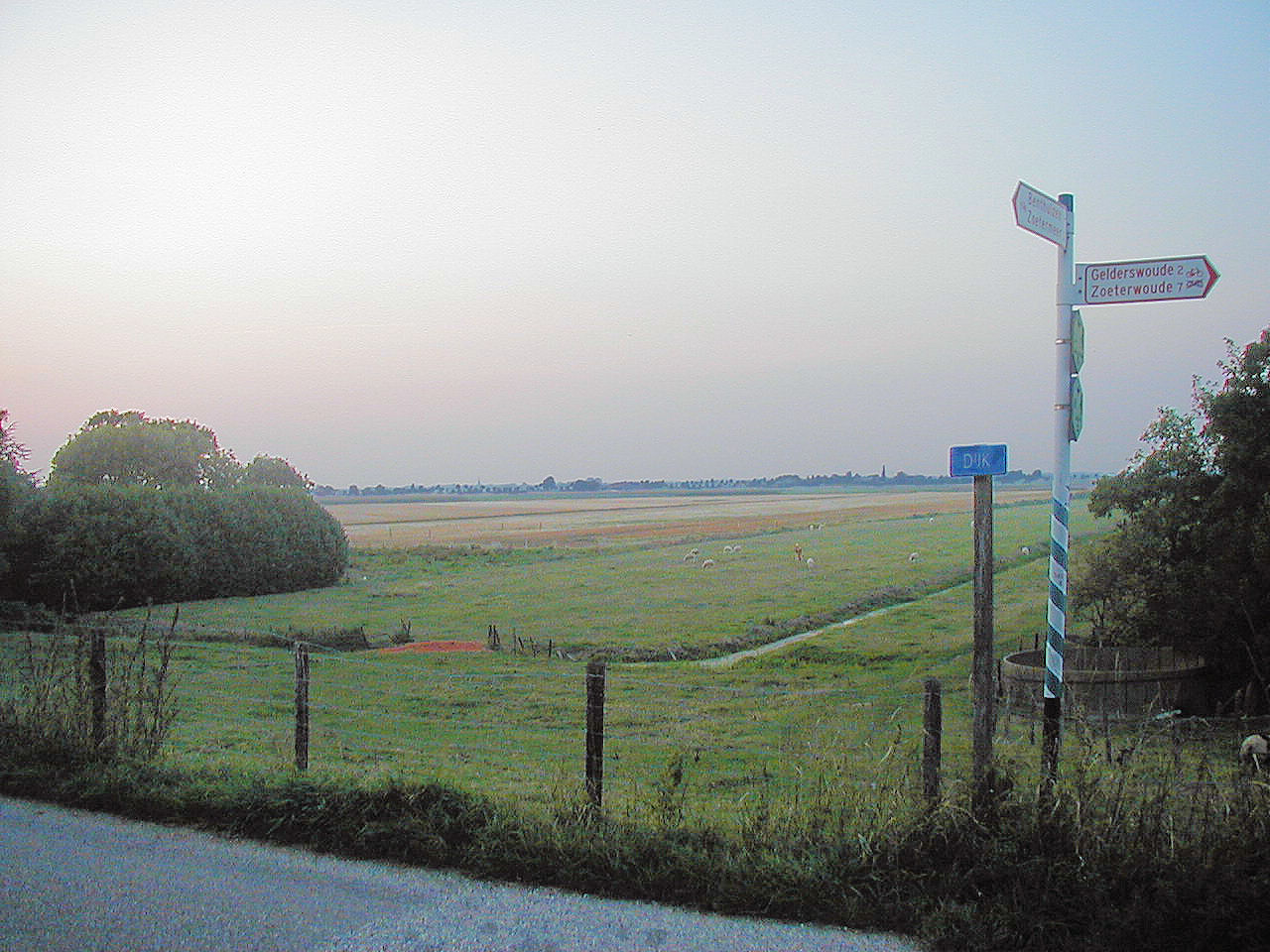
Un pòlder, paisatge típic d'Holanda, generat amb terres guanyades al mar.
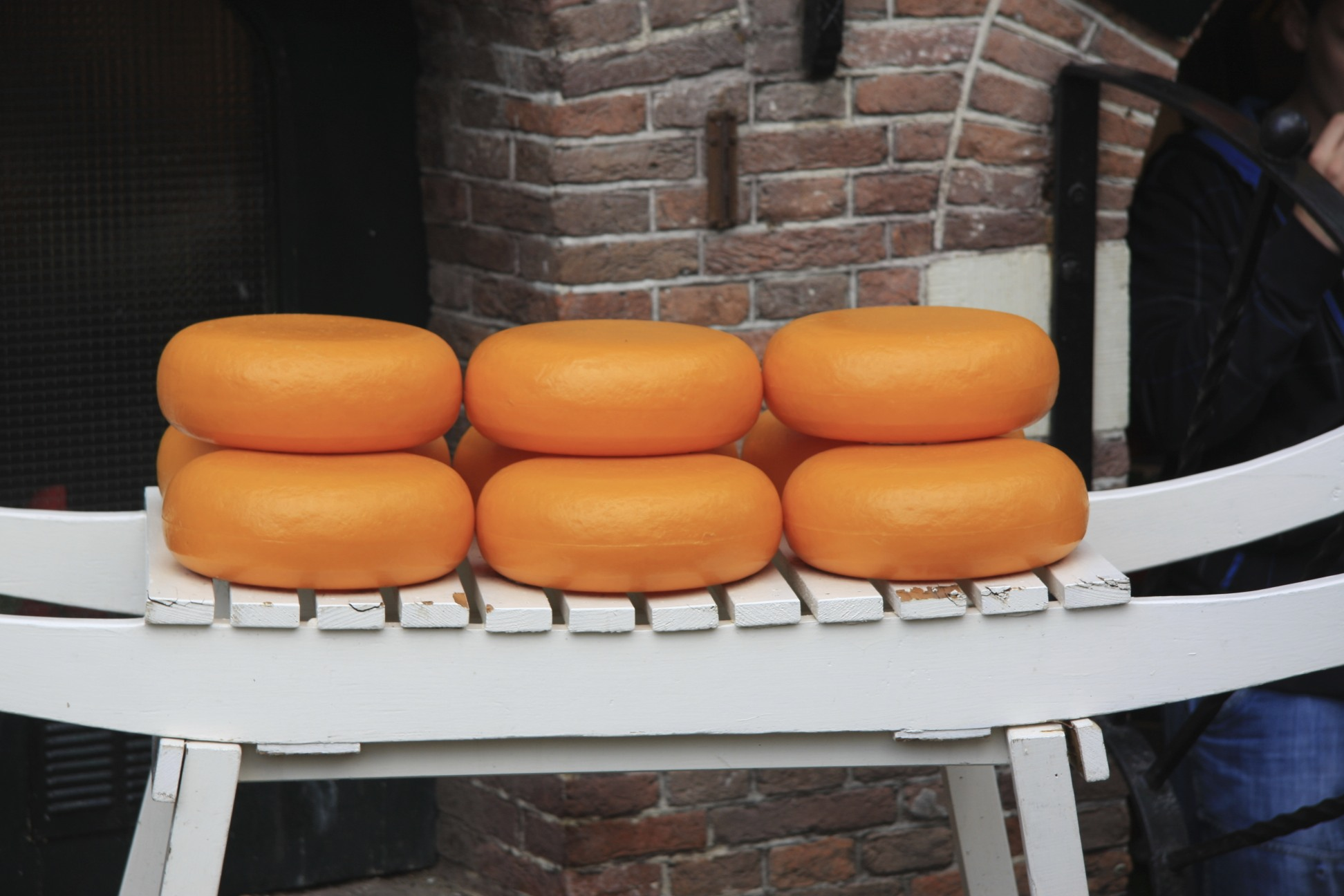
Els formatges holandesos tenen fama mundial.